# Camp Hopson
Camp Hopson is een warenhuis in de Engelse stad Newbury. Het warenhuis werd in 1921 opgericht en is een onderdeel van warenhuisbedrijf Morleys Stores.

## Geschiedenis
Joseph Hopson richtte zijn meubelzaak op in 1854 na de aankoop van een pand in West Street in Newbury. De in Devonshire geboren zakenman Alfred Camp opende in 1886 Camp's Drapery Bazaar in Northbrook Street, in het hart van Newbury.
De kleinzoon van Joseph, Paul, trouwde in 1920 met de dochter van Alfred Camp, Norah. Het jaar daarop fuseerden de twee bedrijven tot Camp Hopson en namen het pand in Northbrook Street over, waar de winkel nu nog steeds staat.
In 1998 werd Camp Hopson's Furniture Centre geopend in een gebouw aan de overkant van de parkeerplaats achter het warenhuis. Het assortiment bestaat uit meubels, bedden, tapijten en stoffering. 
In 2004-2005 onderging het monumentale warenhuis een uitgebreide renovatie, waarbij het pand volledig werd gemoderniseerd en van airconditioning werd voorzien over alle drie de verdiepingen. 
De Morleys Stores-groep verwierf Camp Hopson in november 2014, waarmee aanzienlijke investeringen werden gegarandeerd met behoud van het traditionele karakter en de lokale status van de winkel. In 2016 werd Camp Hopson heropend na een drie miljoen pond kostende modernisering.